# زمین‌پناه

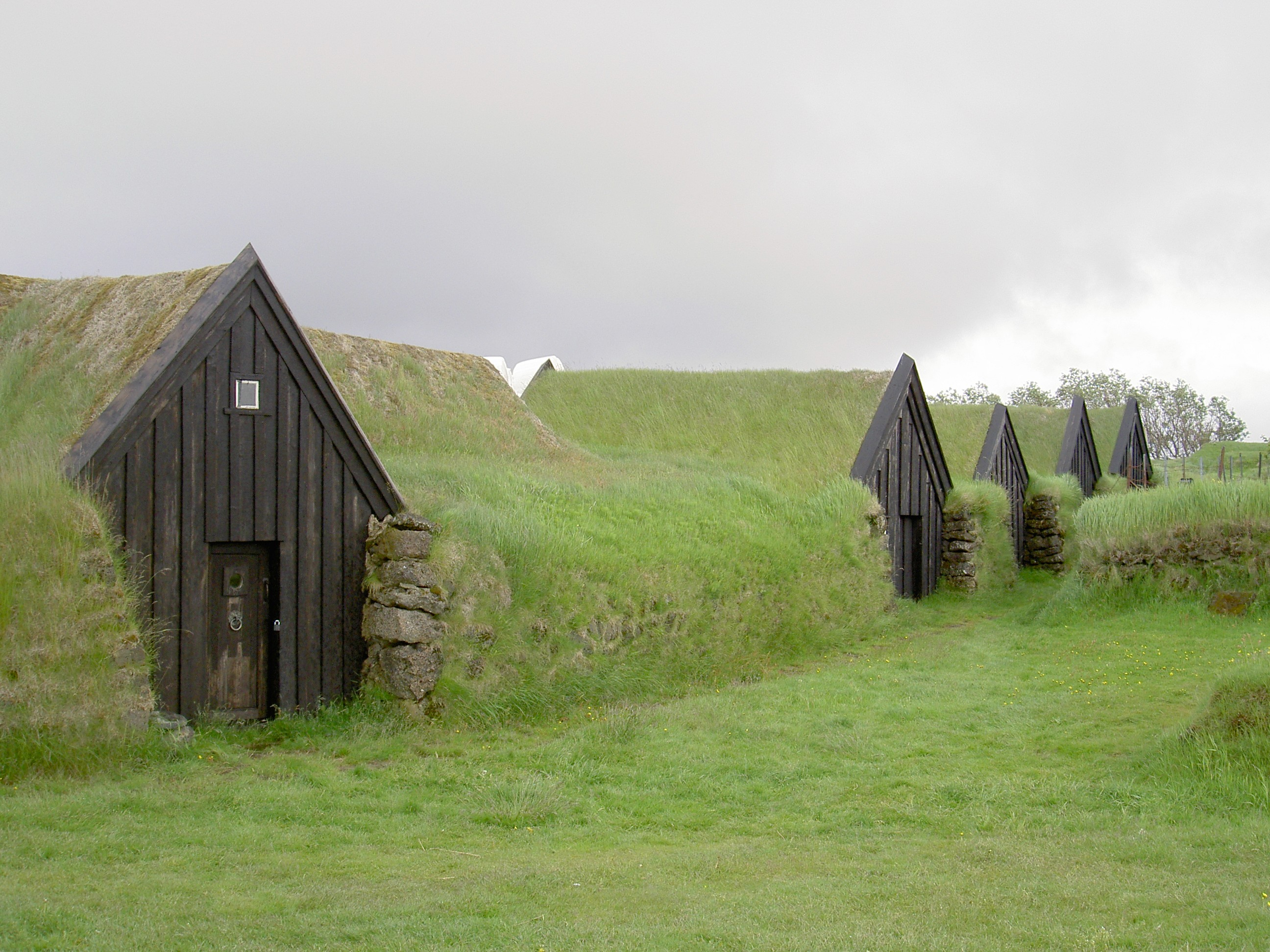
Turf houses in Keldur, ایسلند.

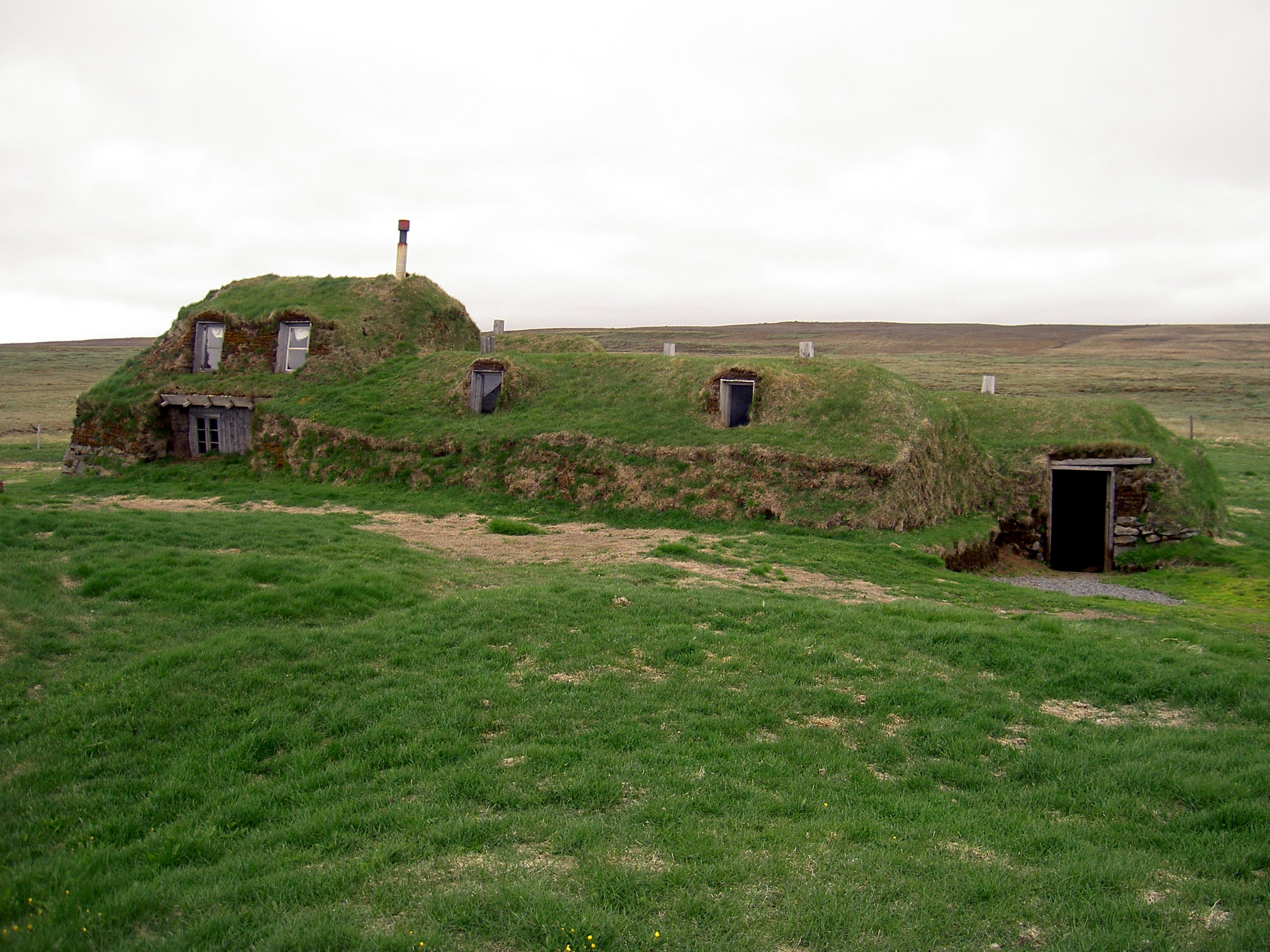
Turf house in Sænautasel, ایسلند.

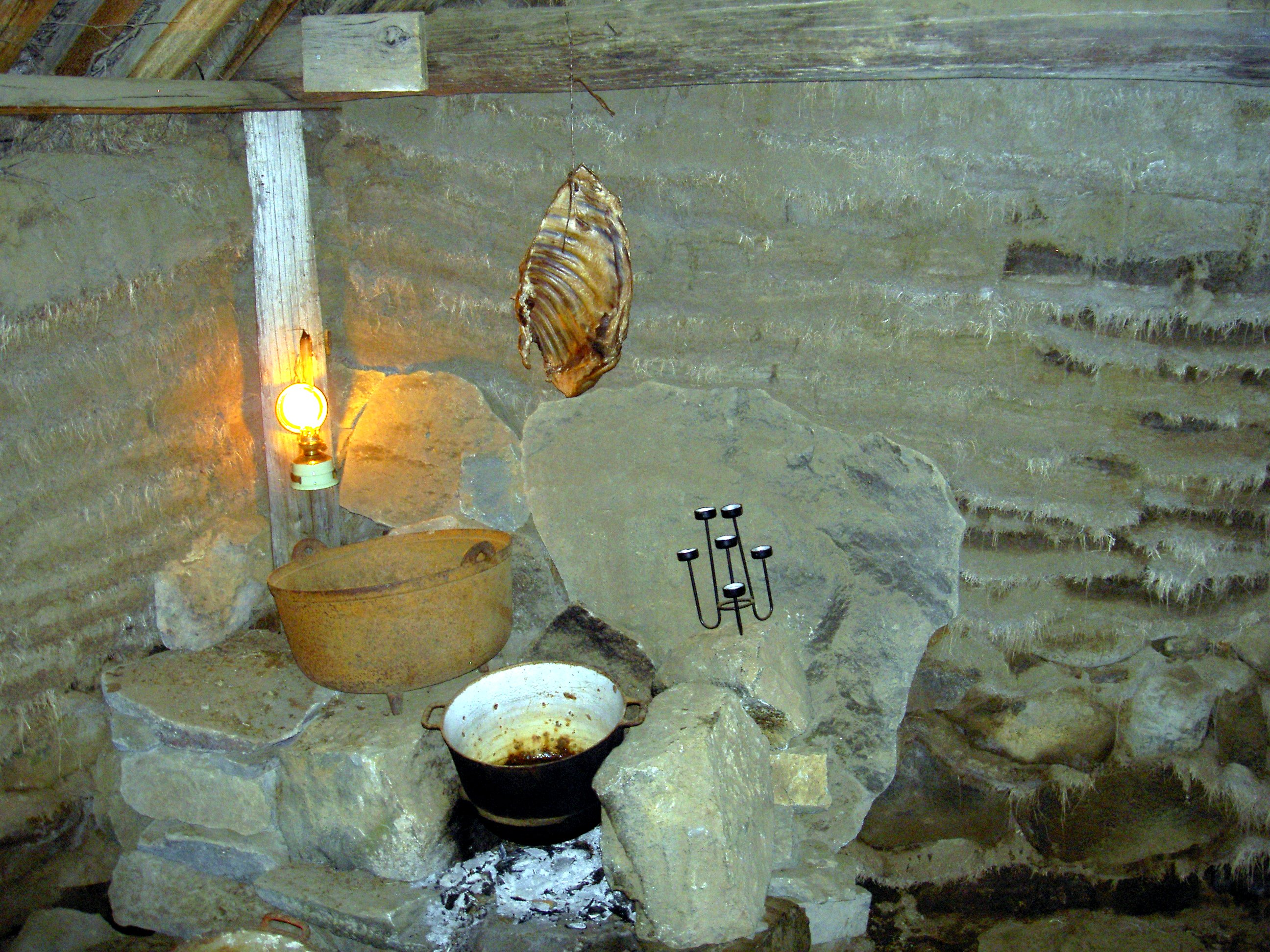
Turf house in Sænautasel, ایسلند. Inside view showing the turf layers on the walls.

زمین پناه روشی معمارانه برای استفاده از زمین در پیرامون دیوارهای ساختمان به عنوان توده حرارتی خارجی است این روش به منظور کاهش افت حرارت و ثابت نگه داشتن دمای هوای داخلی به روشی ساده است. زمین پناه در عصر مدرن نسبتاً محبوب تر شده‌است. به ویژه در میان طرفداران محیط زیست و مدافعان سامانه غیرفعال خورشیدی و معماری پایدار.
هر چند این روش در تمام زمانهایی که انسان‌ها برای خود پناهگاه می‌ساخته‌اند، مرسوم بوده‌است.

## تعریف
اصطلاح زمین پناه یک واژه عمومی است با یک معنی عمومی:
طراحی ساختمان به گونه‌ای که خاک بخشی ناگسسته از آن باشد. یک ساختمان می‌تواند به عنوان زمین پناه توصیف شود چنانچه سطح بیرونی آن در تماس با حجم حرارتی قابل توجه‌ای از خاک (به‌طوری‌که سهمی قابل توجه در بازده حرارتی ساختمان داشته باشد) یا لایه‌های زیرین زمین باشد. ساختمان‌های زمین پناه را می‌توان به سه دسته تقسیم کرد:
- زمین پوشش
- زمین محدود
- زمین مدفون

یک ساختمان زمین پناه می‌تواند با ترکیب کردن چند یا تمام این اشکال طراحی شود.
یک ساختمان زمین پوشش ساختمانی است که المان مؤثر حرارتی فقط روی سقف قرار گرفته‌است، ولی معمولاً بیشتر امتداد زمین محدود بر ترازهای غیر نمایان ساختمان است.
یک ساختمان زمین محدود ساختمانی است که المان حرارتی قابل توجه یک یا چند وجه پوشیده شده ساختمان را عایق بندی می‌کند. محدودیت می‌تواند جزئی یا کلی باشد.
یک ساختمان زمین مدفون ساختمانی است که المان قابل توجه حرارتی تمامی وجوه ساختمان را عایق می‌کند و تنها بام را نمایان می‌گذارد؛ یا اگر ساختمان در یک سراشیبی ساخته شده‌است، ممکن است سقف پوشیده شده باشد و تنها یکی از وجوه آن نمایان باشد.

## پیشینه
زندگی کردن در زمین پناه‌ها بخش بزرگی از تاریخ بشریت بوده‌است. ارتباط به سکونت گاه‌های زمین پناه با استفاده از غارها آغاز شد، و در گذر زمان دگرگونی فناوری‌ها منجر به ساخت سکونت گاه‌های سفارشی زمینی گردید. امروزه ساخت زمین پناه یک روش نادر است، به ویژه در ایالات متحده آمریکا. در زمان بحران انرژی و در سال ۱۹۷۳ یعنی زمان بحران نفت، موجی از علاقه به ساخت خانه‌ها یا پناهگاه‌های زمین پناه در تلاش برای زندگی خودکفا ایجاد گردید. اگر چه روند توسعه کند بوده‌است و ساخت زمین پناه از نظر معماران، مهندسان و عموم مردم یک روش غیر مرسوم بوده‌است. تکنیک‌های ساخت زمین پناه هنوز هم یک دانش مرسوم شده‌اند و بخش بزرگی از جامعه از فرایند یا مزایای چنین ساختمان‌هایی آگاه نمی‌باشند.

## انواع ساختارها
- برم بندی زمین (پلکانی کردن زمین)

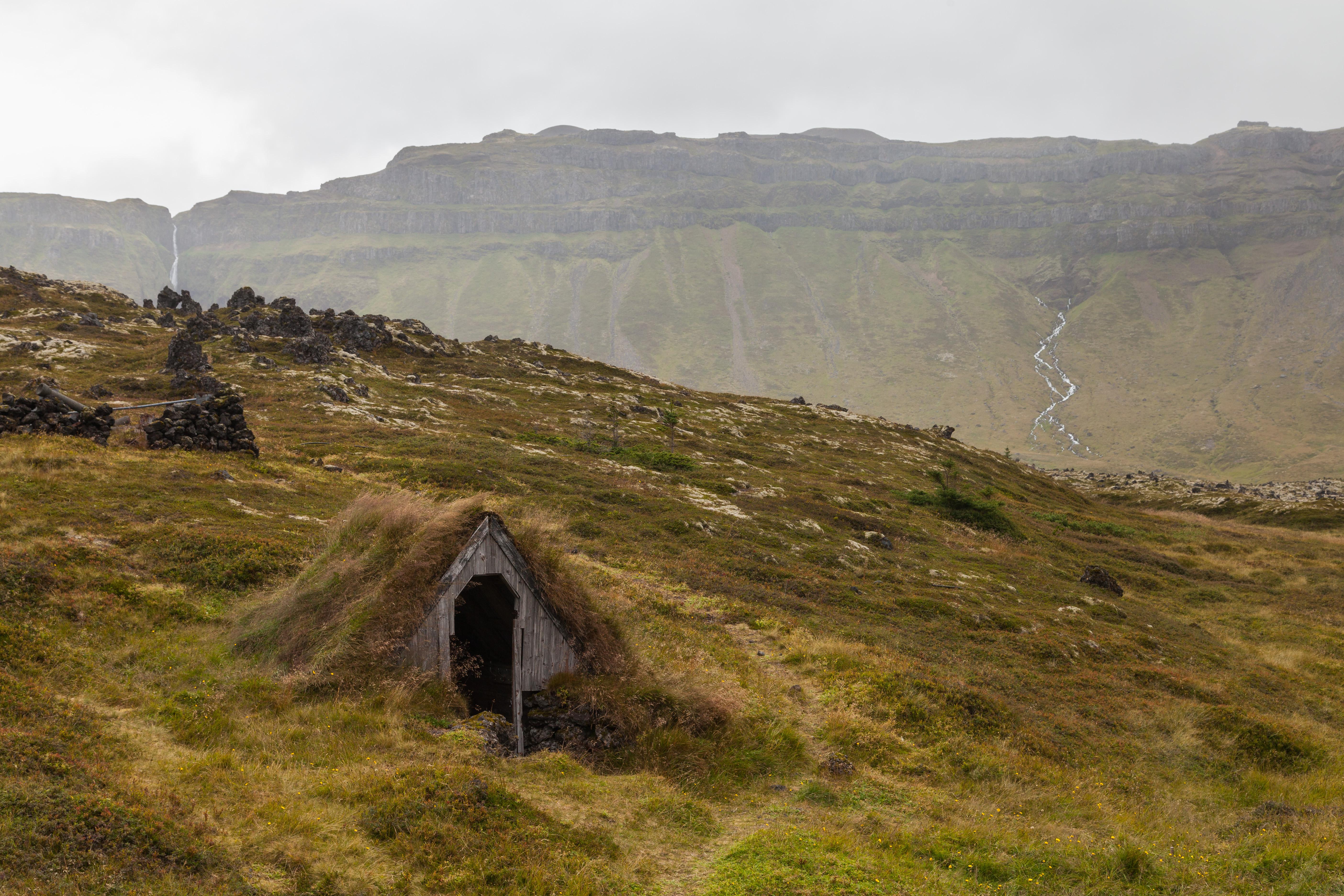
Example of a turf house via earth berming in Búðahraun, Iceland.

خاک در پشت دیوارهای خارجی انباشته و فشرده می‌شود و به سمت اطراف خانه شیب بندی می‌گردد. بام ممکن است به‌طور کامل یا ناقص با زمین پوشانده شوند و پنجره‌ها و بازشوها ممکن است در یک یا چند سمت ساختمان در نظر گرفته می‌شوند. از آنجا که ساختمان بالای سطح زمین واقع شده‌است، در معرض مشکلات کمتری از نظر رطوبت نسبت به پناهگاه‌های زیرزمینی می‌باشند.
- ساخت درون تپه‌ای

خانه در یک شیب یا دامنه تپه قرار دارد. معمول‌ترین کار استفاده از سمتی از تپه است که به سمت استوا قرار دارد (جنوب در نیمکره شمالی و شمال در نیمکره جنوبی). در این نوع از زمین پناهی تنها یک دیوار نمایان وجود دارد، دیواری که به سمت بیرون تپه واقع است، تمامی دیگر دیوارها درون زمین یا تپه مدفون هستند.
- ساخت زیرزمینی یا کاملاً فرورفته

زمین گودبرداری شده‌است و خانه در زیر سطح زمین واقع شده‌است. همچنین با عنوان الگوی آتریوم نیز شناخته می‌شود چرا که در وسط پناهگاه یک دهلیز یا حیاط به منظور تأمین نور و تهویه کافی تعبیه شده‌است.
متأسفانه بتن مسلح پایدارترین مصالح از نظر محیط زیست نمی‌باشد. صنعت بتن تلاش می‌کند تا در پاسخ به نیازهای مشتری محصولاتی را توسعه دهند که بیشتر با زمین سازگار باشند. محصولاتی نظیر " گرانکریت " و " هایکریت " بیشتر از قبل در دسترس می‌باشند. این محصولات مدعی سازگاری با محیط زیست می‌باشند ضمن اینکه نیاز به آب‌بندی بیشتر را نیز کاهش داده یا از بین می‌برند. هرچند این محصولات جدید هستند و تاکنون چندان در ساخت زمین پناه مورد استفاده قرار نگرفته‌اند.
برخی روش‌های غیرمعمول نیز پیشنهاد شده‌اند. یکی از چنین روشهایی، روش پلی‌استیشن همراه است که توسط آقای «مایک اوهلر» پیشنهاد گردیده است. روش پلی‌استیشن همراه از پست‌های چوبی، صفحه‌های پلاستیکی و ایده‌های غیر مرسومی بهره می‌برد که امکان در نظر گرفتن پنجره‌ها و تهویه بیشتری را فراهم می‌سازد. این طرح همچنین مشکلات رواناب رایج در طرح‌های مرسوم را نیز کاهش می‌دهد. این روش از پست‌های چوبی، قابی که مانند دنده‌ای جهت توزیع نیروهای استقرار عمل می‌کند، روش‌های ساخت خاص مبتنی بر تعداد کمتری از تجهیزات سنگین، صفحه بندی پلاستیکی و کف خاکی پوشیده شده توسط پلاستیک و فرش بندی، بهره می‌برد.

## مزایا
مزایای زمین پناه متعدد است. این مزایا عبارتند از: استفاده از زمین به عنوان جرم حرارتی، محافظت بیشتر در برابر عوامل طبیعی، صزفه‌جویی در مصرف انرژی، تأمین فضای خصوصی قابل توجه، استفاده بهینه از زمین در مناطق شهری، نیاز کم به نگهداری، بهره بردن از طرح ساختمان خورشیدی غیرفعال.
جرم زمین انرژی را جذب و ذخیره می‌کند. با گذشت زمان، این گرما به سمت مناطق اطراف آن مانند زمین پناه آزاد می‌گردد. از آنجا که چگالی زمین بالاست، تغییر حرارت در آن به آرامی صورت می‌پذیرد. این پدیده با نام " تاخیر حرارتی " شناخته می‌شود. به دلیل این قانون، زمین دمای نسبتاً ثابتی را برای پناه گاهای زیر زمینی، حتی در شرایطی که دمای بیرون تحت نوسانات شدید قرار دارد، فراهم می‌کند. در بسیاری از نواحی ایالات متحده، دمای میانگین زمین زیر مرز یخ بندان بین ۵۵ تا ۵۷ درجه فارنهایت (۱۳ تا ۱۴ درجه سانتی گراد) می‌باشد. عمق مرز یخ بندان از منطقه‌ای به منطقه دیگر متفاوت است. در ایالات متحده مرز یخ بندان می‌تواند در محدوده‌ای درست از زیر سطح زمین تا عمق ۴۰ اینچی باشد. بنابر این، در عمق یک سکوی عمیق زمینی (برم)، خانه برای گرادیان حرارتی بیرونی ۱۰ تا ۱۵ درجه گرم می‌شود به جای آنکه برای گرادیان حرارتی شدیدتر در حالتی که هوا به جای زمین پیرامون دیوارها را فراگرفته‌است، گرم گردد. در طول تابستان گرادیان حرارتی به خنک کردن خانه کمک می‌کند.
کاهش نفوذ هوا به درون یک زمین پناه می‌تواند بسیار سودمند باشد. از آنجا که معمولاً سه دیوار ساختمان عمدتاً با زمین پوشیده شده‌استف سطح بسیار کوچکی در معرض هوای بیرون قرار دارد. این واقعیت مشکل فرار هوای گرم از درزهای درها و پنجره‌ها را کاهش می‌دهد. به علاوه، دیواره‌های زمین، ساختمان را در برابر بادهای سرد زمستان که می‌توانند از این درزها نفوذ کنن، محافظت می‌کنند. هر چند، این می‌تواند موجب بروز مشکل کیفیت هوای داخلی گردد. کلید آن گردش هوای سالم هوا می‌باشد. در نتیجه افزایش جرم حرارتی ساختمان، تأخیر حرارتی زمین، محافظت در برابر نفوذ هوای ناخواسته و با استفاده ترکیبی از روش‌های حورشیدی غیرفعال، نیاز به گرمایش و سرمایش اضافی حد اقل می‌باشد. بنابر این، کاهش قابل توجهی در انرژی مصرفی مورد نیاز چنین خانه‌هایی با ساختارهای معمولی وجود دارد.
زمین پناه‌ها همچنین حریم خصوصی نسبت به همسایه‌ها و عایق صوتی را نیز تآمین می‌کنند. زمین همچنین عایق صوتی نسبت به سر و صدای بیرون می‌باشد که مزیت بزرگی در مناطق شهری و نزدیک بزرگراه‌ها می‌باشد. مزیت دیگر پناهگاه زیر زمینی در مناطق شهری استفاده مؤثر از زمین می‌باشد. خانه‌های زیادی می‌توانند در زیر سطح زمین واقع شوند، بدون آنکه زیستگاه روی زمین را اشغال کنند. هر سایت می‌تواند هم شامل یک خانه و یک چمنزار و باغچه باشد.

## مشکلات محتمل
مشکلات نشت آب، میعان داخلی، کیفیت آکوستیک پایین و کیفیت ضعیف هوای داخلی، در صورت عدم طراحی مناسب می‌تواند در یک زمین پناه ایجاد گردد. مسائلی نیز در مورد دوام مصالح ساختمانی وجود دارد. زمین پناه اغلب نیاز به ساخت و ساز سنگین تری نسبت به ساختمان‌های معمول دارد و بسیاری از شرکت‌های ساختمانی در این مورد یا بی‌تجربه هستند یا تجارب محدودی دارند که می‌تواند به‌طور بالقوه می‌تواند حتی ساخت فیزیکی بهترین طرح‌ها را به خطر بیندازد.
تهدید نفوذ آب می‌تواند در نواحی اطراف جایی که لایه‌های عایق‌های ضد آب نفوذ کرده‌اند، رخ می‌دهد. دریچه‌های تهویه و داکت‌ها که از سقف خارج می‌شوند می‌توانند در اثر جابجایی‌ها و تغییر شکل‌ها مشکلات خاصی ایجاد کنند. دال‌های بتنی پیش‌ساخته می‌توانند تغییر شکلی به اندازه ۰٫۵ اینچ یا بیشتر داشته باشند، زمانی که لایه‌هایی از خاک روی آن انباشته شود. اگر دریچه‌های تهویه و داکت‌ها در حین این تغییر شکل به‌طور کاملاً صلب در جای خود نگه داشته شده باشند، نتیجه آن معمولاً گسیختگی در لایه‌های ضد آب می‌باشد. برای جلوگیری از بروز چنین مشکلی، دریچه‌های تهویه می‌توانند به جای سقف در وجوه دیگر ساختمان واقع شوند، یا از قطعات مجزای لوله مورد استفاده قرار گیرند. یک لوله باریک‌تر درون سقف، که به خوبی درون یک فطعه بزرگتر از لوله که درون ساختمان واقع شده‌است، به خوبی گنجانده شده باشد می‌تواند مورد استفاده قرار گیرد. می‌توان بر خطر نفوذ آب، میعان و کیفیت پایین هوای داخلی با عایق بندی مناسب در برابر نفوذ آب و تهویه مناسب، غلبه کرد.
مصالح ساختمانی زمین پناه‌ها معمولاً از مواد به صورت طبیعی تجزیه ناپذیر تشکیل شده‌اند. از آنجا که این مصالح باید آب را دور نگه دارند اغلب از پلاستیک ساخته شده‌اند. بتن مصالح دیگری است که در حجم بالا مورد استفاده قرار می‌گیرد. مواد پایدارتری مورد آزمایش قرار گرفته‌اند تا جایگزین سیمان در بتن شوند (نظیر خاکستر بادی FLY ASH)، همچنین موادی نیز به منظور جایگزین کردن بتن مسلح آزمایش شده‌اند.
خاکبرداری سایت نیز به شدت زمان بر و کاربر می‌باشد. به‌طور کلی ساخت و ساز قابل مقایسه با ساخت و سازهای مرسوم می‌باشد، چرا که ساختمان به حد اقل نازک کاری و حداقل نگهداری نیاز دارد.
مشکلات مربوط به میعان و کیفیت هوای پایین می‌تواند با استفاده از لوله‌های زمینی، یا آنچه با نام پمپ‌های حرارتی ژئوترمال (EARTH TUBES) شناخته می‌شد، حل گردند (مفهومی متفاوت از زمین پناه).
با انجام برخی از اصلاحات، ایده لوله‌های زیر زمینی، یک انتهای پایین شیب را بازمی‌گذارند تا با استفاده از اثر دودکشی با استفاده از دریچه‌های تهویه خروجی که در بالای خانه‌های زیر زمینی تعبیه شده‌اند، هوای تازه را به فضای درون خانه بکشند.

## چشم‌انداز و برنامه‌ریزی سایت
برنامه‌ریزی سایت برای یک ساختمان زمین پناه بخشی جدایی ناپذیر از طرح کلی است؛ بررسی چشم‌انداز یک سایت ساختمانی بالقوه بسیار مهم است. در زمان نقشه‌برداری یک سایت برای ساخت زیرزمینی، فاکتورهای زیادی جهت ارزیابی باید مد نظر قرار گیرد. توپوگرافی، آب و هوای منطقه، پوشش گیاهی، سطح آب زیرزمینی و نوع خاک چشم‌اندازهای مختلف همگی نقشی پویا در طراحی و کاربرد زمین پناه‌ها دارد.

### توپوگرافی
در زمینی که نسبتاً مسطح است، یک خانه کاملاً فرورفته با یک حیاط باز بهترین طرح می‌باشد. در یک سایت شیب دار، خانه دقیقاً درون تپه قرار داده شده‌است. شیب، موقعیت دیوار پنجره را تعیین خواهد کرد؛ یک دیوار نمایان رو به جنوب در نیمکره شمالی مرسوم‌ترین می‌باشد (دیوار رو به شمال در نیمکره جنوبی)، به دلیل استفاده از مزیت خورشید. در مناطق استوایی (با مزیت یکسان در هر دو نیمکره) مرسوم‌ترین طرح خانه این است که دو دیوار کوتاهتر در دو سمت نمایان باشند، یکی رو به سمت شرق و دیگری به سمت غرب.

### آب و هوای منطقه‌ای
بسته به منطقه و سایت انتخاب شده برای ساخت یک زمین پناه، مزایا و اهداف ساخت زمین پناه متفاوت می‌باشد. برای آب و هوای خنک و معتدل، اهداف شامل نگه داشتن حرارت زمستان، اجتناب از نفوإ آب، دریافت آفتاب زمستان، استفاده از جرم حرارتی، سایه داشتن و تهویه در طول تابستان، و اجتناب از بادها و توده‌های هوا به حداکثر رساندن حرکت هوا در تابستان و نگه داشتن حرارت در زمستان می‌باشند. برای آب و هوای گرم و مرطوب اهداف شامل اجتناب از رطوبت تابستان تأمین تهویه در تابستان و نگه داشتن حرارت در زمستان می‌باشند.
مناطقی که درجه حرارت بسیار بالای روزانه و فصلی دارند بر ارزش زمین به عنوان جرم حرارتی تأکید دارند. به این ترتیب، زمین پناهی در مناطقی با نیازهای سرمایشی و گرمایشی بسیار بالا و اختلاف دمای بسیار زیاد، بسیار کارآمد می‌باشد.
در مناطقی نظیر جنوب شرقی ایالات متحده، زمین پناهی به دلیل مشکلات ناشی از میعان در اثر رطوبت بالا نیاز به مراقبت‌های بیشتری دارد. دمای زمین در منطقه ممکن است بیش از اندازه بالا باشد که اجازه دهد سرمایش از طریق زمین انجام شود اگر دماها فقط اندکی از روز تا شب نوسان کنند. ترجیحاً، باید مقدار کافی از تابش خورشیدی زمستانی و ابزارهای کافی برای تهویه طبیعی وجود داشته باشد. بنا به دلایل مربوط به سرمای باد، افت حرارت و تهویه پناهگاه، باد یکی از جنبه‌های مهم ارزیابی برنامه‌ریزی سایت می‌باشد. در نیمکره شمالی، شیب‌های رو به جنوب از بادهای سرد زمستان که معمولاً از شمال می‌وزند اجتناب می‌کنند. پناهگاه‌های کاملاً فرورفته در زمین نیز محافظت کافی در برابر این بادهای سخت را فراهم می‌کنند. هرچند، دهلیز درون سازه قابلیت ایجاد آشوب‌های جزیی در هوا را بسته به اندازه‌شان دارند. در تابستان، بهره بردن از بادهای غالب می‌تواند مفید باشد. به دلیل قرارگیری محدود پنجره‌ها در بسیاری از زمین پناه‌ها و مقاومت در برابر نفوذ هوا، هوای درون سازه می‌تواند راکد گردد اگر تهویه مناسب فراهم نشده باشد. با استفاده از باد، تهویه طبیعی می‌تواند بدون استفاده از فن‌ها یا دیگر سیستم‌های فعال انجام گردد. دانستن جهت، و شدت بادهای فصلی در توسعه تهویه متقابل ضروری است. دریچه‌های تهویه در پناه گاه‌های پلکانی یا کاملاً فرورفته معمولاً در سقف قرار داده می‌شوند تا این اثر بدست آید.

### پوشش گیاهی
پوشش گیاهی چشم‌انداز یک فاکتور مهم می‌باشد. افزون گیاهان می‌تواند هم مثبت و هم منفی باشد. درختان مجاور در آب و هوای مرطوب می‌توانند ارزشمند باشند چرا که ریشه آن‌ها آب را جذب می‌کند. هرچند یک سازنده آینده نگر باید بداند چه درخت‌هایی در منطقه وجود دارند و چقدر و به چه سرعتی رشد خواهند کرد تا احتمال جلوگیری از تابش خورشید در اثر رشد آن‌ها در نظر گرفته شود. پوشش گیاهی می‌تواند حفاظتی در برابر باد باشد برای خانه‌هایی که در معرض بادهای زمستان هستند. رشد گیاهان کوچک، به ویژه آن‌ها که ریشه‌های عمیقی دارند به جلوگیری از فرسایش روی خانه و سایت اطراف آن کمک می‌کنند.

### خاک وزهکشی
نوع خاک یکی از ضروری‌ترین فاکتورها در زمان برنامه‌ریزی سایت می‌باشد. خاک باید ظرفیت باربری کافی و زهکشی را فراهم کند و کمک کند تا حرارت حفظ گردد. در رابطه با زهکشی، مناسب‌ترین نوع خاک برای زمین پناه مخلوطی از شن و ماسه می‌باشد. شن خوب دانه بندی شده ظرفیت باربری بالایی دارد (در حدود ۸۰۰۰ پوند بر فوت مربع)، زهکشی بسیار خوبی است و خطر کم تورم در اثر یخ زدگی را داراست. ماسه و رس می‌توانند مستعد فرسایش می‌باشند. خاک‌های رس، هر چند کمتر در معرض فرسایش می‌باشند، اغلب اجازه زهکشی مناسب نمی‌دهند و بیشتر مستعد خطر تورم در اثر یخ زدگی می‌باشند. آگاه بودن از مقدار رطوبت خاک و نوسانات سالانه آن می‌تواند از مشکلات بالقوه حرارتی جلوگیری کند. تورم خاک در اثر یخ زدگی نیز می‌تواند در برخی خاک‌ها مشکل ساز باشد. خاک‌های ریزدانه بهترین شکل رطوبت را در خود نگه می‌دارند و بسیار مستعد تورم در اثر یخ زدگی می‌باشند. روش‌هایی جهت حفاظت در برابر موئینگی که منجر به تورم در اثر یخ زدگی می‌گردد وجود دارند که شامل اجرای فونداسیون زیر خط یخ بندان عایق بندی کامل اطراف پی‌های سطحی جایگزین کردن خاک‌های حساس با مصالح دانه‌ای و ایجاد اخلال در کشش موینگی رطوبت با استفاده از یک لایه زهکشی از مصالح درشت دانه تر در خاک موجود، می‌باشند.
آب می‌تواند آسیب‌های بالقوه‌ای در زمین پناه‌ها ایجاد کند اگر در اطراف آن‌ها جمع گردد. اجتناب از سایت‌هایی با سطح بالای آب زیرزمینی بسیار مهم می‌باشد. زهکشی سطحی و زیر سطحی باید به‌طور مناسب انجام گردد. آب‌بندی ساختمان بسیار مهم می‌باشد.
طرح‌های دهلیزی ریسک بزرگتری از سیل گیر شدن دارند بنابراین زمین‌های اطراف در تمام جهات باید به سمت بیرون شیب داشته باشد. یک لوله زهکش باید در محیط لبه بام تعبیه شود تا به جمع‌آوری و حذف آب اضافی کمک کند برای خانه‌های پلکانی، یک زهکش رهگیری در تاج برم (پله) در طول لبه بام توصیه شده‌است. یک فرو رفتگی زهکش رهگیری در میانه برم (پله) می‌تواند مفید باشد یا پشت برم (پله) می‌تواند با استفاده از دیوارهای حائل تراس بندی گردد. در سایت‌های شیب دار رواناب می‌تواند مشکل ساز گردد. یک گودال یا خندق زهکشی می‌تواند به منظور منحرف کردن آب اطراف خانه ساخته شود، یا یک ترانشه پر شده با شن با کاشی زهکشی می‌تواند در طول زهکش‌های فونداسیون ساخته شود.
پایداری خاک باید همچنین در نظر گرفته شود، به ویژه زمانی که یک سایت شیب دار ارزیابی می‌گردد. این شیب‌ها ممکن است ذاتاً پایدار باشند اگر به حال خود رها شوند، ولی انجام حفاری در آن‌ها ممکن است پایداری آن‌ها را کاهش دهد. دیوارهای حائل و خاکریز می‌تواند قبل از شروع به ساخت پناهگاه ساخته شوند تا از شیب محافظت کنند.

## روش‌های ساخت

### روش‌های فعلی
در ساخت خانه‌های زمین پناه اغلب حفاری‌های گسترده‌ای در سایت انجام می‌پذیرد. گودبرداری با ابعادی چند فوت بزرگتر از پلان ساختمان انجام می‌گردد تا امکان دسترسی به بیرون دیوارها برای عایق بندی رطوبتی و حرارتی فراهم گردد. زمانی که سایت آماده شد و خطوط تأسیساتی نصب گردیدند، فونداسیونی از بتن مسلح اجرا می‌گردد. سپس دیوارها اجرا می‌شوند. معمولاً دیوارها در محل ریخته می‌شوند یا در جای دیگر ساخته شده و جهت نصب به سایت منتقل می‌شوند. بتن مسلح معمول‌ترین انتخاب است. این فرایند برای سقف تکرار می‌شود. اگر دیوارها، کف و سقف در محل ساخته شوند می‌توان تمام آن‌ها را در یک مرحله بتن ریزی کرد، که می‌تواند منجر به کاهش احتمال بروز ترک یا نشت در محل درزهای بتن که در زمان‌های مختلف عمل آوری شده‌اند، گردد.
در سطح بیرونی بتن یک لایه آب‌بند اجرا می‌شود. معمول‌ترین سیستم آب‌بند مورد استفاده یک لایه قیر مذاب است، که یک عایق رطوبتی بسیار قدرتمند محسوب می‌شود، و روی آن یک لایه آب‌بند مایع توسط اسپری پاشیده می‌شود. بسیار مهم است که از پوشیده شدن تمام درزها اطمینان کامل حاصل شود، چراکه تعیین محل نشت و تعمیر آن پس از اتمام عملیات اجرای ساختمان بسیار مشکل می‌باشد. یک یا دو لایه از تخته یا فوم عایق بندی، روی لایه آب‌بند اجرا می‌گردد. اگر عایق مورد استفاده متخلخل باشد یک لایه آب‌بند دیگر روی آن اجرا می‌گردد. پس از اتمام تمام کارها خاک در محل اطراف دیوارها و گاهی روی سقف به منظور اجرای بام سبز ریخته و متراکم می‌گردد. تمام سطوح نمایان دیوارها و فضای داخلی طبق نظر کارفرما نازک کاری می‌گردد.

### مصالح

#### سازه‌ای
بتن مسلح رایج‌ترین مصالح سازه‌ای جهت ساخت زمین پناه می‌باشد که مصالحی بسیار مقاوم و در دسترس می‌باشد. چوب فرآوری نشده در یک بازه زمانی پنج ساله، در صورت استفاده در سازه زمین پناه می‌پوسد. فولاد می‌تواند مورد استفاده قرار گیرد مشروط بر آنکه با بتن پوشانده شود تا از تماس مستقیم با خاک که موجب خوردگی فولاد می‌گردد اجتناب شود. آجر و بلوک‌های بنایی بتنی (CMU) می‌توانند انتخاب شوند ولی باید به منظور جلوگیری از تغییر مکانشان تحت فشار قائم مسلح گردند مگر اینکه ساختمان با استفاده از قوس‌ها و گنبدها ساخته شده باشد.

#### آب‌بندی
لایه‌های متعددی جهت آب‌بندی در اجرای زمین پناه استفاده شده‌اند. لایه اول می‌بایست هرگونه ترک یا خلل و فرج در مصالح سازه‌ای را آب‌بندی کند و همچنین به عنوان یک لایه چسبنده جهت اجرای غشاء آب‌بند عمل کند. لایه غشایی اغلب یک صفحه ضخیم و منحطف پلی اتیلنی به نام EPDM می‌باشد. این ماده مصالحی است که معمولاً در اجرای پارکهای آبی، حوضچه‌ها و استخرهای شنا به کار می‌رود. این مصالح همچنین از نفوذ ریشه‌ها به درون سیستم آب‌بندی جلوگیری می‌کند. EPDM برای کار کردن مصالح بسیار سنگینی است و گاهی ممکن است توسط حشراتی نظیر مورچه‌های آتشین جویده شود. همچنین این ماده از محصولات پتروشیمی تهیه می‌شود که چندان از نظر محیط زیستی مطلوب نمی‌باشند.
تعداد بسیار زیاد از پوشش‌های سیمانی وجود دارند که می‌توانند جهت آب‌بندی مورد استفاده قرار گیرند. محصول به صورت مستقیم بر روی سطح محافظت نشده اسپری می‌گردد. سپس خشک شده و مانند یک لایه سرامیکی ضخیم بین زمین و دیوار عمل می‌کند. چالش این روش این است که هرگاه بنا به هر دلیلی دیوار یا فونداسیون به سمت داخل حرکت کرده و ترک بخورند آب قادر خواهد بود که به سرعت به درون آن نفوذ کند.
«بیتوتن» (نام ثبت شده) بسیار شبیه فرایند پوشش سه لایه است که در یک گام اجرا می‌گردد. از قبل به شکل سه لایه آماده شده‌است که در پشت آن یک پوشش خود چسباننده وجود دارد. چالش این روش همانند روش دستی است علاوه براینکه به آفتاب نیز بسیار حساس است و پس از اجرا باید بلافاصله پوشانده شود.
«اکوفلکس» یک غشاء آب‌بند سازگار با محیط زیست که به نظر می‌رسد برای فونداسیون‌ها به شکل بسیار مؤثر عمل می‌کند، ولی اطلاع چندانی از کارایی آن در ساخت زمین پناه در دسترس نمی‌باشد. این محصول در گروه محصولات رنگ مایع آب‌بند قرار دارد. چالش اصلی در این مورد این است که باید به دقت روی تمام سطوح اعمال شود و اطمینان حاصل شود که تمام سطوح با ضخامت مورد نظر پوشانده شده‌اند و تمامی ترک‌ها و شکاف‌ها کاملاً بسته شده باشند.
«رس بنتونیت» بهترین گزینه از نظر زیست‌محیطی است. این به‌طور طبیعی عمل می‌کند و خود ترمیم‌کننده است. اشکالی که به این سیستم وارد است این است که نصب آن برای مالک یا سازنده بسیار سنگین است و مستعد آسیب موریانه می‌باشد.
دو غشایی «Bi-membrane» به‌طور گسترده‌ای در استرالیا مورد استفاده قرار گرفته‌است که دو غشاء با هم جفت شده‌اند (به‌طور معمول دو پوشش از اپوکسی پایه آب به عنوان عایق‌کننده) و فشار بخار داخلی ناشی از حباب‌های منفجر شونده بخار رطوبت بتن که در معرض آفتاب به سمت بالا حرکت می‌کنند را متوقف می‌کند. پیوستگی بین اپوکسی و بتن از پیوستگی داخلی بیتن بیشتر است بنابراین در زمان تابش آفتاب تخریب نخواهد شد. اپوکسی‌ها بسیار شکننده هستند بنابراین آن‌ها با یک پوشش فوقانی از آکریلیک آب پایه کاملاً منعطف در چند لایه با رنگ‌های متفاوت جهت اطمینان از پوشش در برابر نور ترکیب شده‌اند که با پارچه پلی پروپیلن بافته نشده در گوشه‌ها و تغییر جهت‌ها تقویت شده‌اند. از استفاده هر نوع فایبرگلاس بپرهیزند. همیشه قبل از اجرای غشاء سقف باید از نظر نفوذ آب بررسی شود تا آب به‌طور مناسبی از زهکشی‌ها و ناودانها به سمت بیرون ساختمان هدایت می‌گردد. بعد از اجرای WPM و قبل از اجرای خاکریز باید حتماً سازه از نظر نفوذ آب بررسی گردد.

#### عایق بندی
بر خلاف ساختمان‌های مرسوم، زمین پناه‌ها بیش از عایق بندی داخلی دیوار عایق بندی خارجی احتیاج دارند. یک دلیل این است که از غشاء ضد آب در برابر آسیب یخ بندان محافظت می‌کند و دلیل دیگر این است که زمین پناه را قادر می‌سازد تا دمای مطلوب خود را حفظ کند. دو نوع عایق بندی در ساخت این نوع بناها مورد استفاده قرار گرفته‌است. اولین آن صفحات پلی استایرن اکسترود شده فشرده (close celled) می‌باشد. دو تا سه اینچ از آن که به بیرون لایه آب‌بندی چسبانده شود کفایت می‌کند. نوع دوم یک نوع اسپری فوم می‌باشد. این نوع در مواردی که شکل سازه نا مرسوم؛ منحنی یا با دسترسی‌های مشکل می‌باشد، بسیار خوب عمل می‌کند. عایق فوم دار نیاز به یک رویه محافظ اضافی نظیر فویل، جهت محافظت در برابر نفوذ آب دارد. در برخی زمین پناه‌ها با بودجه پایین، ممکن است که عایق روی دیوارها اعمال نگردد.
این روش‌ها بر فاکتور (U (U-factor زمین یا ظرفیت ذخیره‌سازی حرارتی خود زمین زیر لایه یخ بندان تکیه می‌کند. اگر چه این روش‌ها استثناء هستند و خطر یخ زدگی در آب و هوای سردتر را افزایش می‌دهند. تئوری پشت طرح‌های بدون عایق بر استفاده از جرم حرارتی زمین جهت ذخیره انرژی، تکیه می‌کند، به جای آنکه بر سازه‌های بنایی یا سیمانی سنگین داخلی که در خانه‌های با سیستم خورشیدی غیرفعال وجود دارند تکیه کند. عدم استفاده از عایق یک استثناء است و دمای پایین ممکن است به زمین‌های بالاتر از خط یخ بندان نفوذ کرده و عایق بندی را جهت رسیدن به بازدهی بالاتر ضروری سازد.

## طراحی برای حفظ انرژی
خانه‌های زمین پناه اغلب با مد نظر داشتن حفظ و صرفه جویی در مصرف انرژی ساخته شده‌اند. طرحهای ویژه زمین پناه‌ها حداکثر صرفه جویی در مصرف انرژی را ممکن می‌سازد. برای ساخت اختلاف سطحها یا درون تپه ای‌ها، یک پلان معمول قرار دادن تمام فضاهای نشیمن خانه رو به خط استوا می‌باشد. این به منظور تآمین حداکثر تابش خورشیدی به اتاق خوابها، نشیمنها و آشپزخانه می‌باشد. اتاقهایی که نیاز به نور طبیعی روز و گرمایش اضافه ندارند، نظیر سرویس بهداشتی، انبار و اتاق تآسیسات معمولاً در سمت مخالف (یا درون تپه) از پناهگاه واقع می‌شوند. این نوع جانمایی می‌تواند به یک طرح خانه دو طبقه با طبقاتی که هر دو کاملاً زیر زمین هستند تبدیل گردد. این پلان بالاترین بازده انرژی را به دلیل چیدمان فشرده و فرورفتن بیشتر سازه در زمین در بین خانه‌های زمین پناه دارد. دو طبقه بودن باعث می‌شود که پوشش زمین بیشتری نسبت به یک پناه گاه یک طبقه تآمین گردد. در یک زمین پناه دهلیزی، فضاهای نشیمن معمولاً در اطراف دهلیز متمرکز هستند. یک ترکیب دهلیزی، پلانی به مراتب با فشردگی پایین‌تر نسبت به زمین پناه‌هایی که یک یا دو طبقه با طرح درون تپه‌ای دارند داراست، بنابراین معمولاً بازدهی انرژی پایین‌تری از نظر نیازهای گرمایشی دارد. این یکی از دلایلی است که باعث گردیده است که طرحهای دهلیزی بیشتر در آب و هوای گرم تر مورد استفاده قرار گرفته گیرند. اگر چه دهلیز تمایل به حبس هوا در خود دارد که منجر به گرم شدن توسط خورشید و کاهش افت حرارت می‌گردد.

## ساخت زمین پناه با روش گرمایش خورشیدی
زمین پناه اغلب با سیستم گرمایش خورشیدی ترکیب می‌گردد. مرسوم‌ترین روش استفاده از سیستم گرمایش غیرفعال خورشیدی در زمین پناه می‌باشد. در نیمکره شمالی، کاراترین کاربرد سیستم‌های غیرفعال خورشیدی سازه‌ای رو به جنوب با دیوارهای شمالی، شرقی و غربی پوشیده شده توسط زمین می‌باشد. برای گرفتن انرژی حرارتی خورشیدی، یک پنجره بزرگ دو جداره، سه جداره یا «زوم ورکس بیدوال» (پمپ‌های خلأ کنند و دمنده‌ای که پنجره خورشیدی دو جداره را در شب با گلوله‌های استایروفوم جهت عایق بندی بیشتر پر کرده و درروز آن‌ها را دوباره می‌مکد حق ثبت تختراع آن اکنون منقضی شده‌است) که بیشتر طول دیوار جنوبی را پوشانده باشد، ضروری است. استفاده از پرده‌های عایق شده می‌تواند جهت جلوگیری از افت حرارت در شب مفید باشد. همچنین در طول ماه‌های تابستان، استفاده از یک آویز یا یک ابزار سایه ساز جهت جلوگیری از جذب حرارت اضافی از خورشید مفید می‌باشد. ترکیب گرمایش خورشیدی با زمین پناه با نام «طرح زمین خورشیدی سالانه» ذخیره حراتی غیرفعال سالانه یا گاهی اوقات با نام «خانه چتری» شناخته می‌شود (به پست «تیک پاین» روی گروه‌های att.homepower و att.solar.thermal در رابطه با این نوع خانه‌ها مراجعه کنید). در خانه چتری عایق پلی استایرن به شعاع ۲۳ فوت (۷ متر) در اطراف دیوارهای زیرزمینی امتداد یافته‌است. یک لایه پلاستیک (به منظور آب‌بندی) آن را پوشانده که روی آن لایه‌ای از خاک می‌باشد. مصالح به شکل یک چتر و به سمت پایین شیب بندی شده‌اند. این آب اضافه را پوشش می‌دهد و خاک را گرم و خشک نگه می‌دارد.
سرمایش غیرفعال سیستمی است که هوای اطراف با دمای ثابت را توسط یک فن یا روش انتقال به درون لوله‌های خنک‌کننده زمین می‌کشد و سپس به سمت فضاهای نشیمنی خانه هدایت می‌کند. همچنین هوای تازه مورد نیاز ساکنین و تعویض هوای مورد نیاز توسط ASHRE را تأمین می‌کند.

## ساخت زمین پناه: تاریخچه و مثال‌ها

### برمبندی (ساختار پلکانی)
از نظر تاریخی، برم بندی زمین یک روش مرسوم ساختمانی است که قاب‌بندی سنگین از الوار را با قلوه ریزی با لایه‌های ضخیم خاک گیاهی یا خاک تورب دار در پشت دیوارها و روی بام ترکیب کرده‌است. این روش در برابر عناصر مخرب محافظت خوبی تأمین می‌کند. در یک زمان نسبتاً کوتاه لایه‌های خاک چنان درهم فرومی‌روند که نهایتاً به سازه ظاهری شبیه یک تپه با یک در می‌دهند.

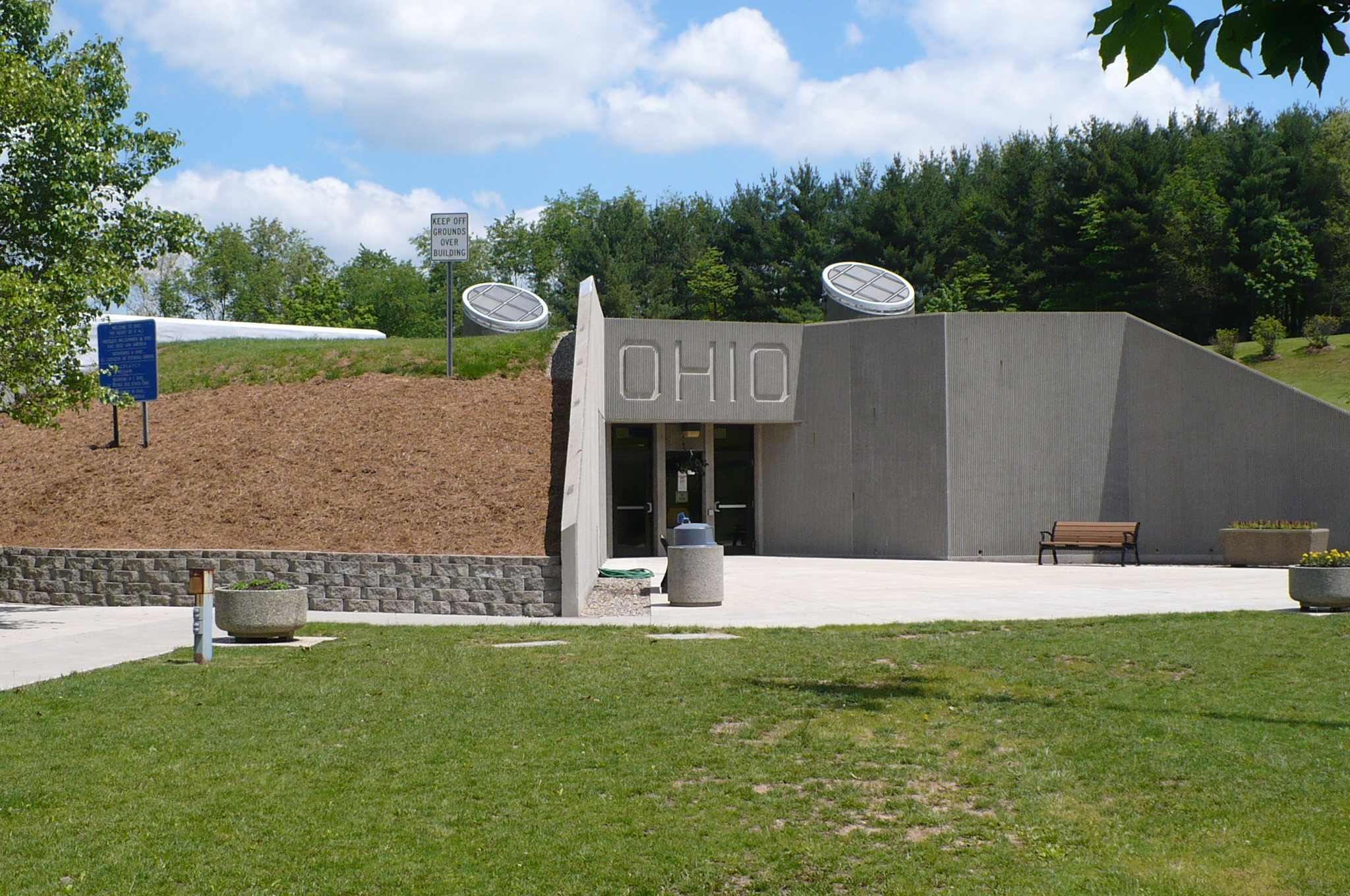
Earth Sheltered rest area along Interstate 77 in Ohio, USA

در این سازه‌ها ابتدایی، قاب الواری سنگین به عنوان تکیه گاه سازه‌ای عمل کرده و راحتی و گرما را برای فضاهای داخلی به ارمغان می‌آورد. قلوه ریزی معمولاً در پشت دیوارهای خارجی با استفاده از یک ملات آهکی ساده جهت ساپورت سازه‌ای انباشته می‌گردد و اغلب به صورت یک نمای بیرونی دیوار و فونداسیون به کار می‌رود. در نواحی که الوار کمیاب است از حجم بیشتری از قلوه ریزی استفاده می‌گردد. اینها پایدارترین مصالح زیست‌محیطی زمین پناه هستند چرا که می‌توانند به‌طور کامل تجربه شده و به زمین برگردند. برای همین است که تنها تعداد اندکی مانند کلیسای «هوالسی» در «گرین لند» باقی‌مانده‌اند که از آن هم فقط سنگ‌های انباشته شده باقی‌مانده‌است. یکی از قدیمی‌ترین نمونه‌های برم بندی، مربوط به بیش از ۵۰۰۰ سال پیش، در «اسکارابرا» در جزیره «ارکنی» در اسکاتلند شمالی یافت شده‌است.
سازه‌های زمینی برم بندی شده امروز کاملاً متفاوت از آنهایی که در گذشته وجود داشتند ساخته شده‌اند. ساخت و ساز نوین حجم بزرگی از بتن مسلح را به عنوان ساپورت سازه‌ای و پوسته ساختمانی را مورد استفاده قرار می‌دهد. بولدوزرها و بیل‌های مکانیکی جهت انباشتن خاک در اطراف دیوارها و روی بام به کار می‌روند. یک نمونه مدرن از سازه‌های زمینی برم بندی شده پروژه خانه‌سازی «هاکرتون» می‌باشد که مجموعه‌ای از پنج خانه در «نرتینگ همشایر» انگلستان می‌باشد.

### درون تپه‌ای
یکی از نمونه‌های تاریخی پناه گاه‌های درون تپه‌ای می‌تواند «ماس ورده» در جنوب غربی ایالات متحده باشد. این ساختمان‌ها مستقیماً بر روی برجستگیها و غارهای وجه صخره‌ها بنا شده‌اند. دیوار جلویی از سنگ‌های محلی و خاک به منظور احاطه کردن سازه ساخته شده‌است. امروزه به‌طور مشابه از بدنه طبیعی تپه برای تأمین دو تا سه دیوار و گاهی سقف زمین پناه استفاده می‌گردد. سازندگان مبتکر نوعی از سازه‌های درون تپه‌ای را با نام کشتی زمین طراحی کرده‌اند. در ساخت کشتی زمین، تایرهای پر شده از خاک به عنوان مصالح ساختمانی برای سه عدد از دیوارها مورد استفاده قرار می‌گیرد و یکی از وجوه دارای نمای پنجره‌ای جهت کسب انرژی غیرفعال خورشیدی می‌باشد.
یک مثال معروف خانه زمین پناه اقامت گاه «بیل گیتس» می‌باشد که در طول چندین سال در یک سایت با پوشش درختان انبوه در ساحل دریاچه «واشنگتن» آمریکا ساخته شده‌است. این نمونه‌ای عالی از عدم وجود ناخوانده چنین خانه‌هایی می‌باشد چرا که زمانی که از دریاچه به آن نگریسته شود بسیار کوچکتر از آنچه هست به نظر می‌رسد.

### زیرزمینی
اگر چه ساخت زیرزمینی در ایالات متحده نسبتاً نادر است، می‌توان نمونه‌های موفقی از آن را در استرالیا یافت جایی که زمین چنان محکم است که نیاز اندکی به ساپورت سازه‌ای وجود دارد و تنها ابزارهای لازم برای ساخت بیل و تیشه است. به «کوپرپدی» و «لایتینگ ریج» مراجعه کنید. باغهای زیرزمینی «فارستیر» در «فرسنو» کالیفرنیا یک نمونه در آمریکای شمالی می‌باشد.
در سالهای آغازین دهه ۱۹۷۰ میلادی، چنین ساخت «دیکسیا چنگ» که یک شهر زیرزمینی زیر شهر پکن می‌باشد را آغاز کرد. این طرح در ابتدا مجموعه‌ای از پناه گاه‌های حمله هوایی بود که می‌توانست در یک زمان چهل درصد جمعیت را در خود جای دهد. این پاسخی به نگرانی در مورد حمله شوروی به چین بود. بخشی از آن امروزه در بیشتر مجموعه‌های تجاری مورد استفاده قرار گرفته‌است.

## نگارخانه

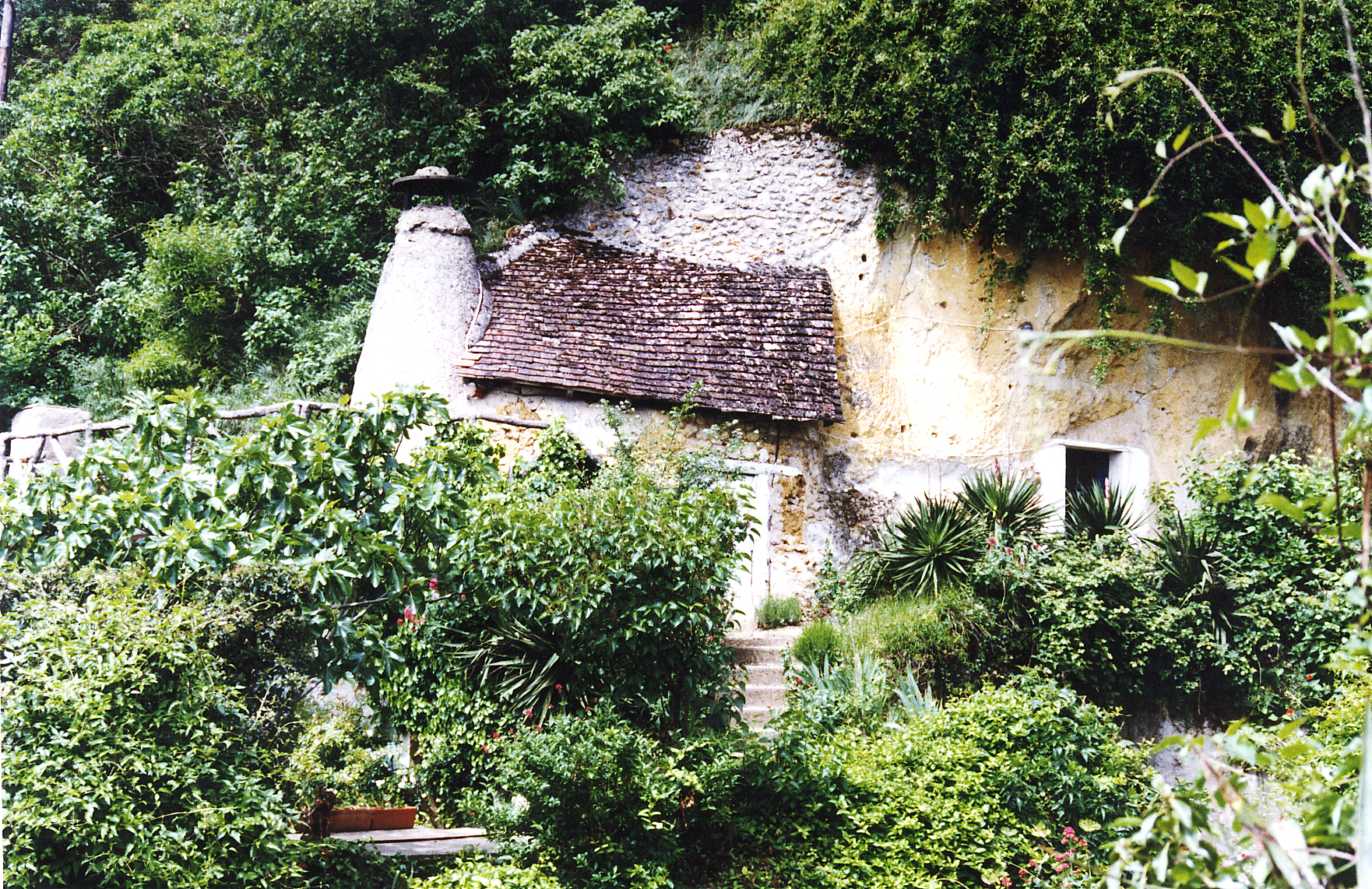
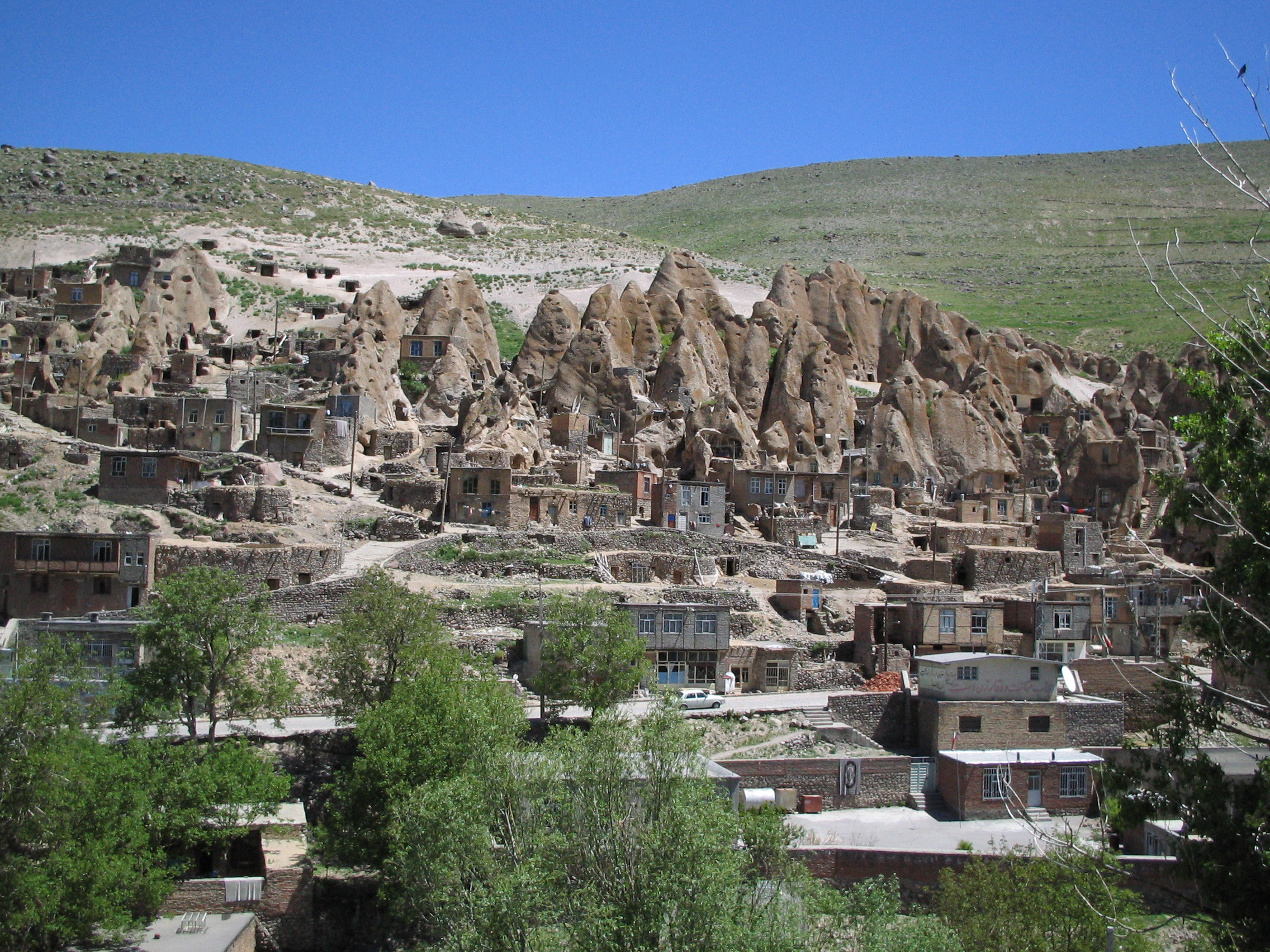
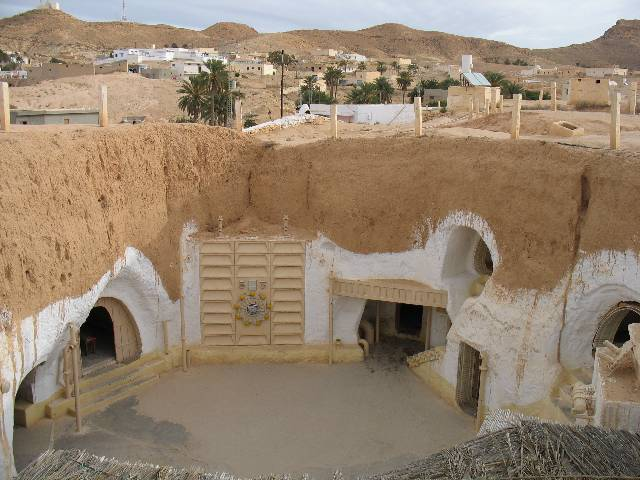
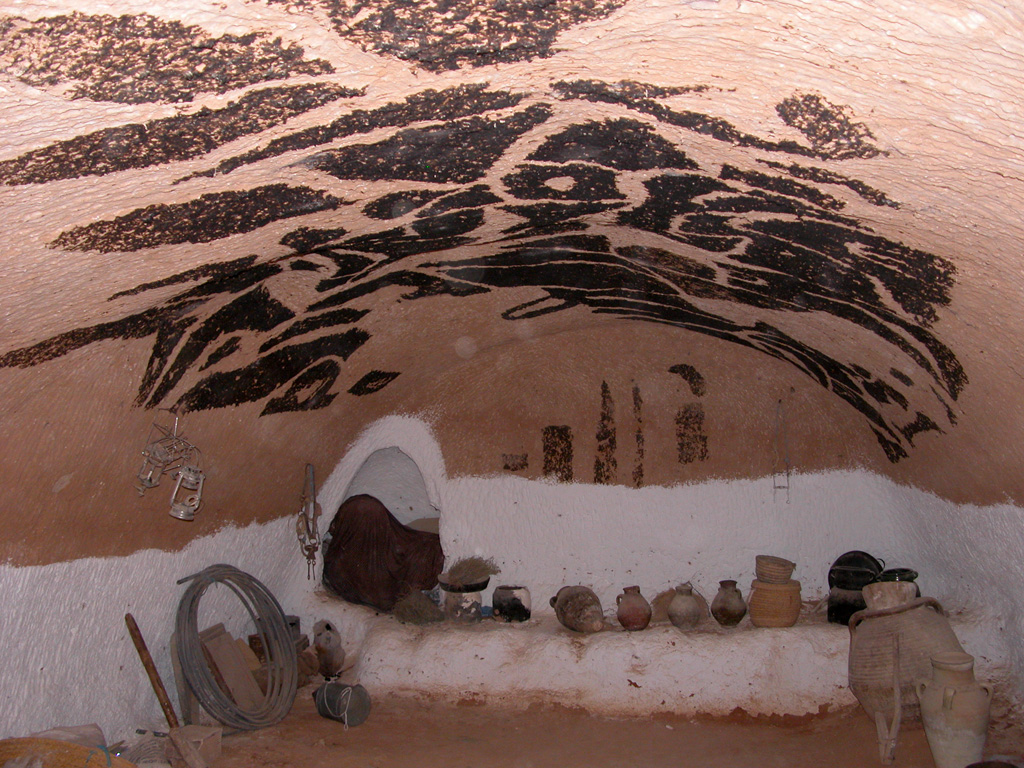
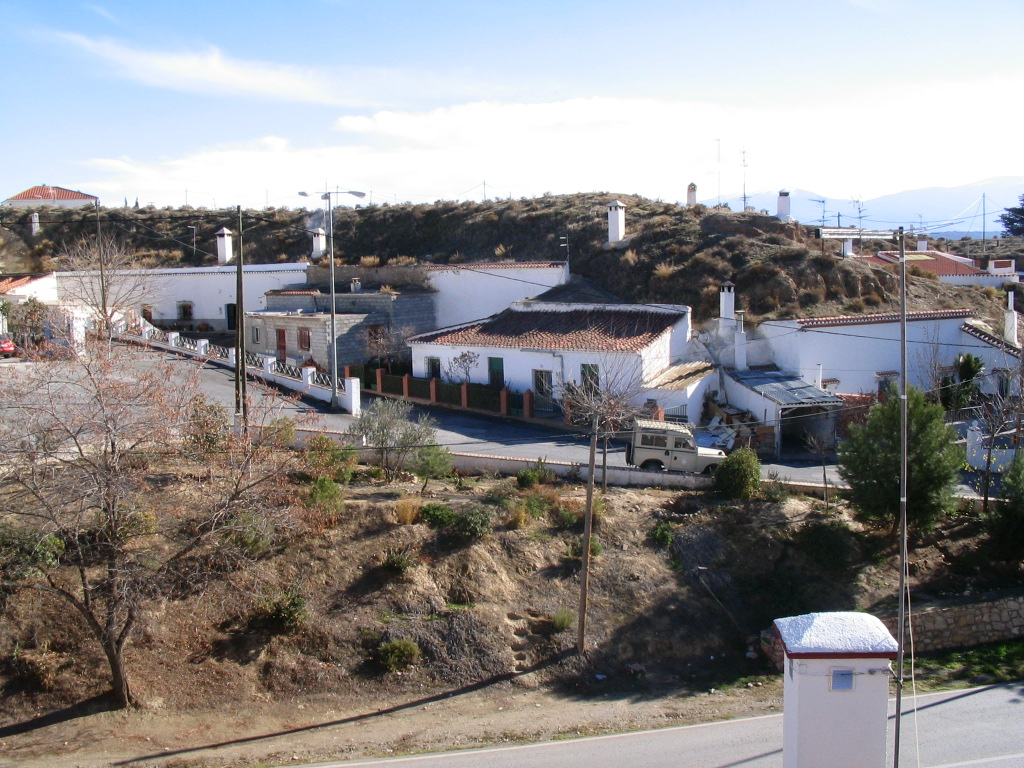
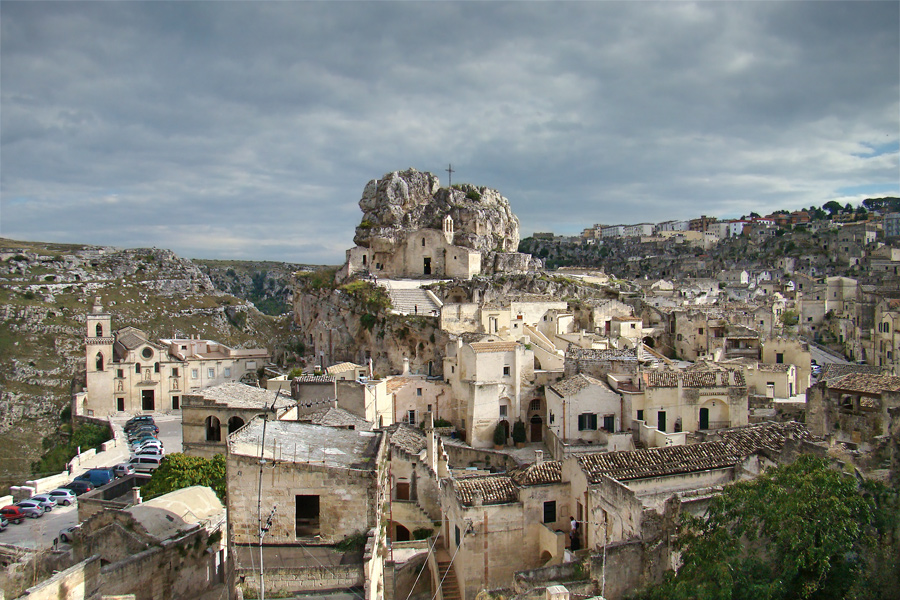
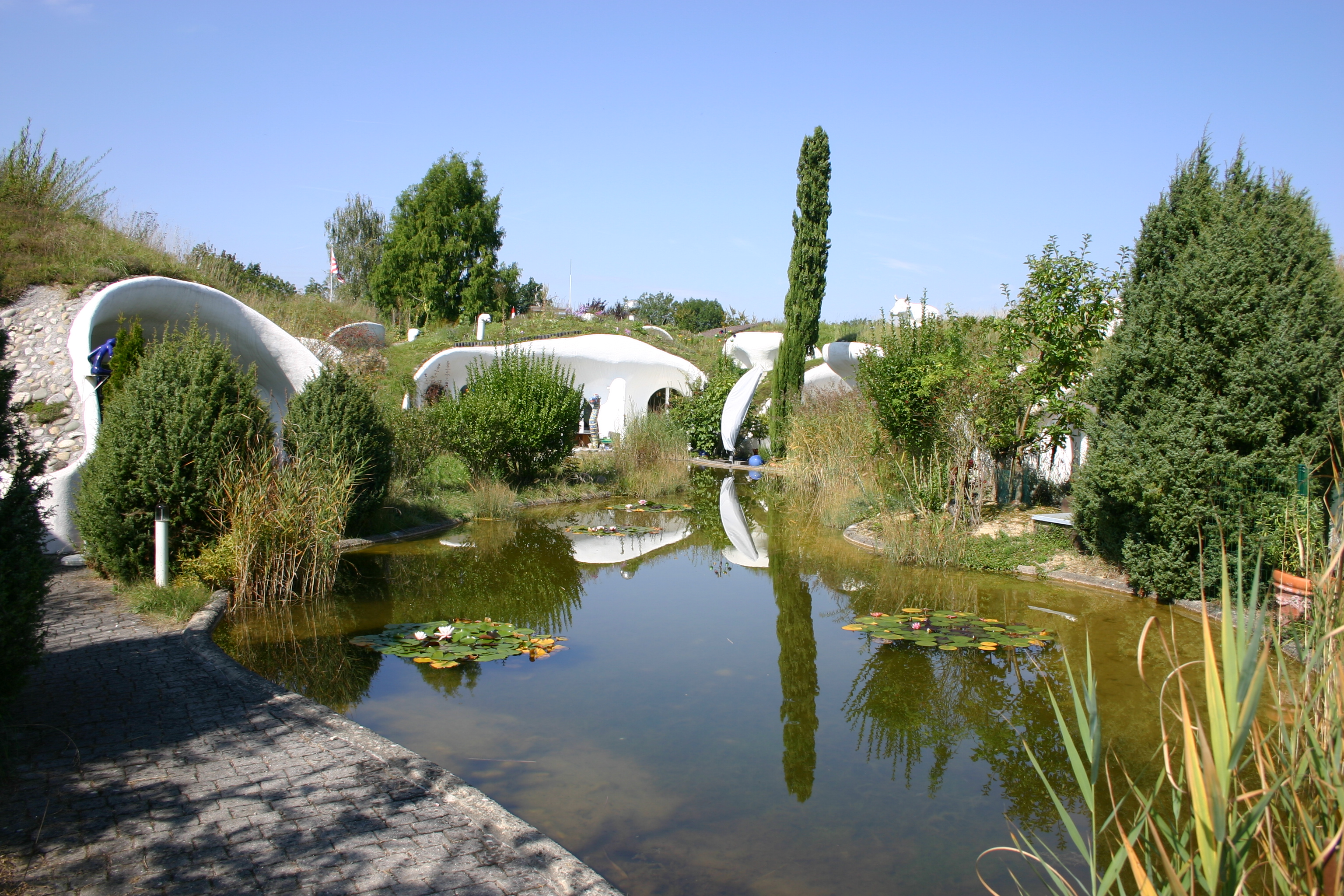